# Stern-Klee
Der Stern-Klee (Trifolium stellatum) ist eine Pflanzenart aus der Gattung Klee (Trifolium) in der Familie der Hülsenfrüchtler (Fabaceae). Er wird innerhalb der Gattung in die Sektion  Trifolium, Untersektion Stellata, gestellt. 

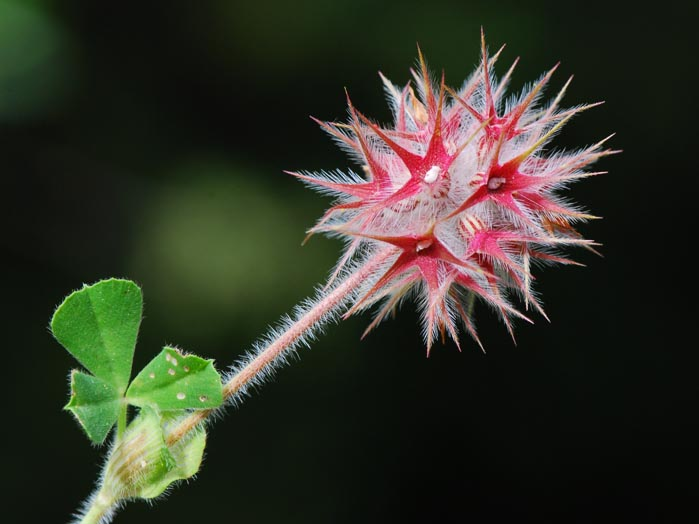
Stern-Klee (Trifolium stellatum)

## Beschreibung

### Vegetative Merkmale
Der Stern-Klee ist eine einjährige Pflanze, die Wuchshöhen von 5 bis 30 Zentimeter erreicht. Er ist abstehend seidig behaart. Die Stängel sind einfach oder vom Grund an verzweigt. Die Blätter sind wechselständig, gestielt und dreizählig. Die Stiele sind 2 bis 8 Zentimeter lang. Die Blättchen sind 4 bis 15 Millimeter lang, verkehrt-herzförmig bis keilig und gezähnt. Die Nebenblätter sind 5 bis 15 Millimeter lang, eiförmig, häutig und ganzrandig oder gezähnt, die Nerven sind deutlich erkennbar. 

### Generative Merkmale
Die Blüten sind 9 bis 12 Millimeter lang und weißlich bis rosa gefärbt. Sie sind in 15 bis 30 Millimeter großen, rundlichen bis eiförmigen, langgestielten, endständigen Köpfchen angeordnet. Der Kelch ist ungefähr so lang wie die Blüte, schmal glockenförmig, seidenhaarig und zehnnervig. Die Kelchszähne sind lang zugespitzt, schmal-lanzettlich, dreinervig und doppelt so lang wie die Kelchröhre. Anfangs sind sie aufrecht, zur Fruchtzeit stehen sie weit sternförmig ab. Die Hülse enthält nur einen Samen und ist vom Kelch umhüllt.
Blütezeit ist auf der Iberischen Halbinsel von März bis Juli.
Die Chromosomenzahl beträgt 2n = 14.

## Vorkommen
Der Stern-Klee kommt im Mittelmeergebiet, auf den Kanaren und nach Osten bis nach Persien vor. In Europa hat er ursprüngliche Vorkommen in den Ländern Portugal, Spanien, Frankreich, Italien, im früheren Jugoslawien, Albanien, Griechenland und in der Türkei. Er gedeiht auf Feldern, Brachland und an Wegrändern.

## Geschichte und Systematik
Der Stern-Klee wurde schon 1560 von Conrad Gessner in Zürich kultiviert.
Der Stern-Klee wurde 1753 von Carl von Linné in Species Plantarum Band 2, Seite 769 als Trifolium stellatum erstbeschrieben. Die Bezeichnung "stellatum" = "gestirnt" hatte er von Caspar Bauhins Pinax übernommen.
Man kann mehrere Varietäten unterscheiden:
- Trifolium stellatum var. stellatum
- Trifolium stellatum var. adpressum Turrill: Sie kommt im Irak und im Iran vor.[4]
- Trifolium stellatum var. xanthinum (Freyn) Bald.: Sie kommt in Griechenland und in Kleinasien vor.[5]